# Niskotarifna zrakoplovna tvrtka
Niskotarifna zrakoplovna tvrtka (poznata i kao: niskobudžetna zrakoplovna tvrtka ili niskotarifni zračni prijevoznik, prema engl. low-fare, low-cost ili budget airline) zrakoplovna je tvrtka koja ima izuzetno niske troškove poslovanja, a time i cijene usluga. Zračni prijevoznici takav model rada postižu prodajom karata isključivo putem interneta, korištenjem samo jednog tipa zrakoplova u svojim flotama, korištenjem zračnih luka s niskim taksama, letenjem isključivo na najprofitabilnijim linijama, naplatom dodatnih usluga (npr. prtljaga, jela i pića tijekom leta, prioritetni ukrcaj, odabir sjedećih mjesta...), zapošljavanjem najmanjeg propisanog broja zaposlenih, korištenjem većeg broja sjedala u zrakoplovima nauštrb udobnosti i sl. Trenutačno najveći niskotarifni zračni prijevoznik u svijetu je tvrtka Southwest Airlines.

## Hrvatska
Niskotarifne zrakoplovne tvrtke koje u 2015. godini posluju u Hrvatskoj navedene su u tablici.
| Zrakoplovna tvrtka    | ICAO kôd | Zemlja sjedišta        | Zračna luka u Hrvatskoj | Zračna luka u Hrvatskoj | Zračna luka u Hrvatskoj | Zračna luka u Hrvatskoj | Zračna luka u Hrvatskoj | Zračna luka u Hrvatskoj | Zračna luka u Hrvatskoj |
| Zrakoplovna tvrtka    | ICAO kôd | Zemlja sjedišta        | Dubrovnik (DBV)         | Osijek (OSI)            | Pula (PUY)              | Rijeka (RJK)            | Split (SPU)             | Zadar (ZAD)             | Zagreb (ZAG)            |
| --------------------- | -------- | ---------------------- | ----------------------- | ----------------------- | ----------------------- | ----------------------- | ----------------------- | ----------------------- | ----------------------- |
| Aer Lingus            | EIN      | Irska                  | Da                      | ne                      | Da                      | ne                      | ne                      | ne                      | ne                      |
| Air Croatia           | EZY      | Hrvatska               | ne                      | ne                      | ne                      | ne                      | ne                      | ne                      | Da                      |
| easyJet               | EZY      | Ujedinjeno Kraljevstvo | Da                      | ne                      | Da                      | ne                      | Da                      | ne                      | ne                      |
| Germanwings           | GWI      | Njemačka               | Da                      | ne                      | Da                      | Da                      | Da                      | Da                      | Da                      |
| Jet2                  | EXS      | Ujedinjeno Kraljevstvo | Da                      | ne                      | Da                      | ne                      | Da                      | ne                      | ne                      |
| Norwegian Air Shuttle | NAX      | Norveška               | Da                      | ne                      | Da                      | Da                      | Da                      | ne                      | Da                      |
| Ryanair               | RYR      | Irska                  | ne                      | Da                      | Da                      | Da                      | ne                      | Da                      | ne                      |
| SmartWings            | TVS      | Češka                  | Da                      | ne                      | Da                      | ne                      | Da                      | ne                      | ne                      |
| Transavia             | TRA      | Nizozemska             | ne                      | ne                      | ne                      | ne                      | Da                      | Da                      | ne                      |
| TUIfly                | TUI      | Njemačka               | Da                      | ne                      | Da                      | Da                      | Da                      | Da                      | Da                      |
| Volotea               | VOE      | Španjolska             | Da                      | ne                      | ne                      | ne                      | Da                      | ne                      | ne                      |
| Vueling               | VLG      | Španjolska             | Da                      | ne                      | Da                      | ne                      | Da                      | Da                      | Da                      |
| Wizz Air              | WZZ      | Mađarska               | ne                      | ne                      | ne                      | ne                      | Da                      | ne                      | ne                      |